# Jan Janiszowski
Jan Władysław Janiszowski (ur. 15 czerwca 1874 w Warszawie, zm. wiosną 1940 w Charkowie) – pułkownik piechoty Wojska Polskiego, ofiara zbrodni katyńskiej.

## Życiorys
Urodził się 15 czerwca 1874 w Warszawie, w rodzinie Lucjana Józefa (1847–1912), dyrektora Siedleckiego Towarzystwa Wzajemnego Kredytu, i Julii Anny z Rutkowskich (1848–1931). Ukończył sześć oddziałów w warszawskiej szkole miejskiej i zdał egzamin z zakresu sześciu klas szkoły realnej, który uprawniał go do odbycia służby wojskowej w armii rosyjskiej na prawach wolontariusza. 1 stycznia 1893 wstąpił jako wolontariusz do 29 czernichowskiego pułku piechoty. Od 1 lipca 1894, po ukończeniu ośmiomiesięcznego kursu szkoły podoficerskiej, pełnił służbę w jednej z kompanii pułku. 15 lipca 1895 został odkomenderowany do Odeskiej Szkoły Junkrów Piechoty. 15 sierpnia 1897, po ukończeniu szkoły, został mianowany chorążym i wcielony do 50 białostockiego pułku piechoty na stanowisko młodszego oficera kompanii.
27 stycznia 1919 został przyjęty do Wojska Polskiego z byłej armii rosyjskiej i byłych Korpusów Wschodnich z zatwierdzeniem posiadanego stopnia podpułkownika ze starszeństwem od dnia 11 października 1914. Od stycznia do 10 września 1920 dowodził 24 pułkiem piechoty. Na tym stanowisku 11 czerwca 1920 został zatwierdzony w stopniu podpułkownika piechoty ze starszeństwem z dniem 1 kwietnia 1920 w „grupie byłych Korpusów Wschodnich i byłej armii rosyjskiej”. Od 25 kwietnia do 18 czerwca 1921 był słuchaczem kursu informacyjnego dla wyższych dowódców w Warszawie.
3 maja 1922 został zweryfikowany w stopniu pułkownika ze starszeństwem z dniem 1 czerwca 1919 i 83. lokatą w korpusie oficerów piechoty. W latach 1923–1924 był komendantem Powiatowej Komendy Uzupełnień Siedlce, pozostając na ewidencji 22 pułku piechoty w Siedlcach. Z dniem 30 września 1927 został przeniesiony w stan spoczynku. W 1934 pozostawał na ewidencji Powiatowej Komendy Uzupełnień w Siedlcach. Posiadał wówczas przydział mobilizacyjny do Oficerskiej Kadry Okręgowej nr IX i był „przewidziany do użycia w czasie wojny”.
W nieznanych okolicznościach dostał się do niewoli sowieckiej i przebywał w obozie w Starobielsku. Wiosną 1940 został zamordowany przez funkcjonariuszy NKWD w Charkowie i pogrzebany w jednym z masowych grobów w Piatichatkach, gdzie od 17 czerwca 2000 mieści się oficjalnie Cmentarz Ofiar Totalitaryzmu w Charkowie.
Jego symboliczny grób znajduje się na Cmentarzu Centralnym w Siedlcach (sektor 14, rząd 1, grób 7). W tym miejscu pochowany został Teodor Wodzński (1882–1924), kapitan Wojska Polskiego.
Postanowieniem nr 112-48-07 Prezydenta RP Lecha Kaczyńskiego z 5 października 2007 został awansowany pośmiertnie na stopień generała brygady. Awans został ogłoszony 9 listopada 2007 w Warszawie, w trakcie uroczystości „Katyń Pamiętamy – Uczcijmy Pamięć Bohaterów”.
Był żonaty (nazwisko panieńskie Egiersdorff), miał córkę Wandę (ur. 22 listopada 1910).

## Ordery i odznaczenia
- Order Świętego Włodzimierza 4 stopnia z mieczami i kokardą[3]
- Order Świętej Anny 2 stopnia z mieczami[3]
- Order Świętego Stanisława 2 stopnia z mieczami[3]
- Order Świętej Anny 3 stopnia z mieczami i kokardą dwukrotnie[3]
- Order Świętego Stanisława 3 stopnia z mieczami i kokardą[3]
- Order Świętej Anny 4 stopnia z napisem na szabli „Za odwagę”[3]
- Srebrny Medal Pamiątkowy za Wojnę z Japonią (ros. Медаль «В память русско-японской войны»)[3]